# Edicto de Worms de 1520
El Edicto de Worms de 1520 fue un documento firmado por Carlos I de España el 17 de diciembre de dicho año en la localidad alemana de Worms, en el cual, tras hacer una exposición general de los hechos ocurridos en Castilla en su ausencia, ordenaba a las autoridades proceder sin proceso alguno contra 260 comuneros, a muerte si eran seglares, y a otras penas si eran clérigos, por haber incurrido en delito de traición. Asimismo, liberaba a las personas de los juramentos que pudiesen haber hecho ante la Santa Junta u otras autoridades rebeldes.
Fue pregonado el 16 de febrero de 1521 en un cadalso y estrado real de la plaza mayor de la ciudad de Burgos, con trompetas y caballeros de maza, ante la presencia del Consejo Real, los alcaldes de casa y corte, y otros muchos caballeros que oían. Quedó fijada sobre un paño del estrado custodiada por dos ballesteros hasta la noche.
La lista de los 260 comuneros está encabezada por el obispo de Zamora, Antonio de Acuña, y termina con un ciudadano de Palencia designado, de forma algo impersonal, con el oficio que desempeñaba (el batidor). Los miembros más destacados incluidos en la nómina son:
- Los capitanes militares: el ya citado Antonio de Acuña (Zamora), Juan de Padilla (Toledo), Juan Bravo (Segovia), Francisco Maldonado (Salamanca), Pedro Maldonado (Salamanca), Suero del Águila (Ávila) etc.
- Los procuradores de doce ciudades representadas en la Santa Junta: León, Salamanca, Zamora, Segovia, Madrid, Segovia, Toro, Ávila, Valladolid, Toledo, Murcia y Guadalajara.
- Miembros de las juntas locales en las ciudades comuneras: Juan Negrete y el bachiller Castillo (Madrid), Fernando de Palenzuela y Esteban Martínez de la Torre (Palencia), Francisco de Cabreros (Murcia) etc.
- Religiosos y propagandistas: Juan de Bilbao, Francisco de Santana, Pedro de Fuentes etc.